# Manoir de l'Aumônerie
Le manoir de l'Aumônerie, dit ferme des Templiers est un édifice situé à Saint-Martin-de-Boscherville, dans le département français de la Seine-Maritime.

## Localisation
Le monument est situé chemin de Saint-Gorgon, dans le hameau de Genetey, à quelques kilomètres à l'ouest de Rouen, en bordure de la forêt de Roumare.

## Architecture
Le manoir, construit au XIIIe siècle, est composé d'un logis en pierre, de ses bâtiments de ferme et d'un puits de 100 mètres de fond. 
Sur la propriété est également édifiée la chapelle Saint-Gorgon (XVIe siècle). Cette chapelle est décorée de fresques représentant les 12 apôtres et les 12 sibylles.

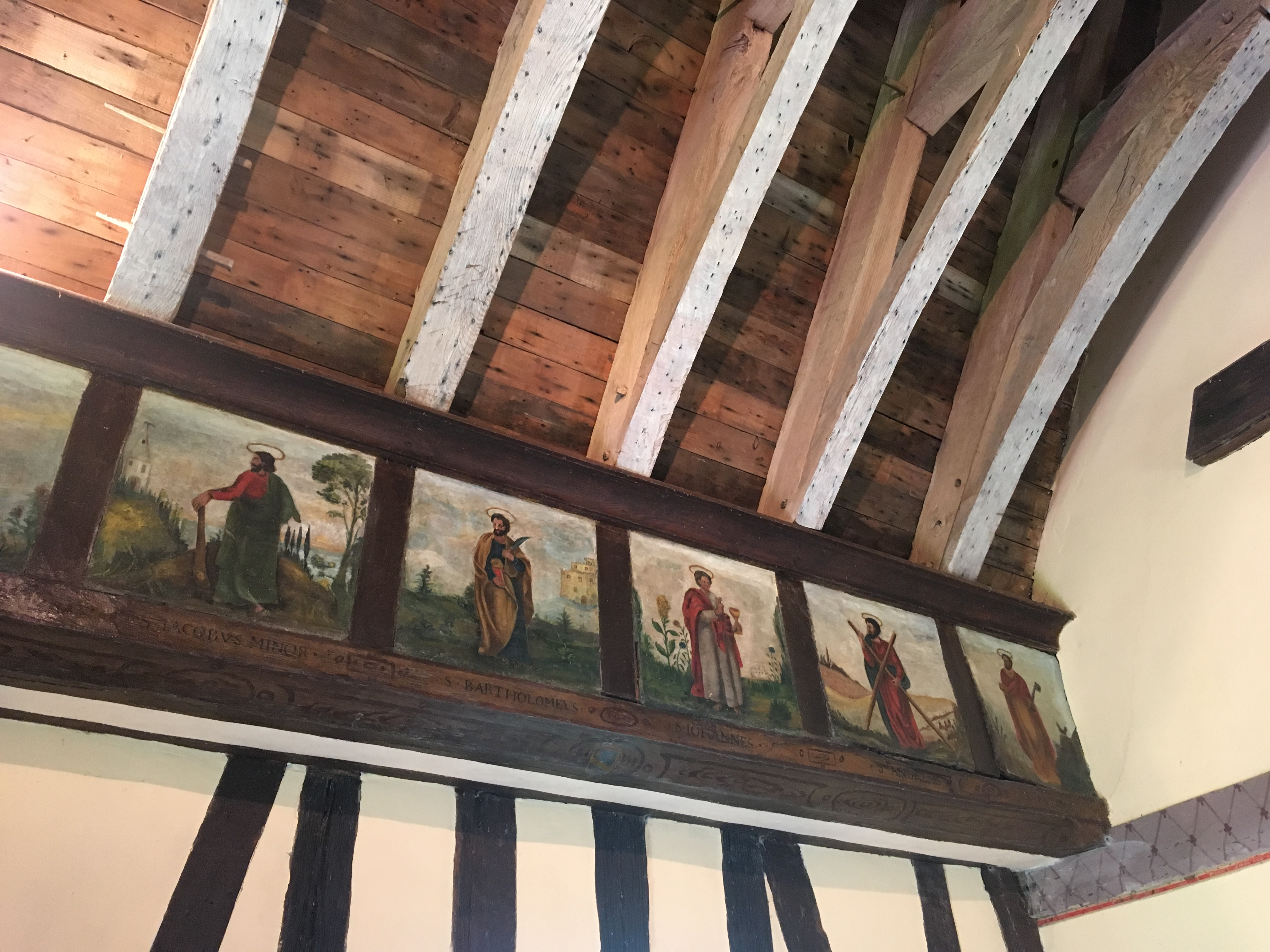
Fresque Renaissance de la chapelle Saint-Gorgon représentant les 12 apôtres.

## Historique
Le manoir est inscrit au titre des Monuments historiques depuis le 3 mai 1974.
La restauration du pressoir fait partie des projets retenus du Loto du patrimoine 2020.